# Kõue (gemeente)
Kõue (Estisch: Kõue vald) was een gemeente in de Estlandse provincie Harjumaa.  De gemeente telde 1624 inwoners (2011), had een oppervlakte van 295,5 km² en omvatte twee grotere dorpen (Estisch: alevikud): Ardu en Habaja, en 36 kleinere dorpen. Het gemeentebestuur zetelde in Ardu.
In 2013 werd de gemeente bij de buurgemeente Kose gevoegd.
In de gemeente bevond zich bij Paunküla het op een na grootste stuwmeer van Estland. Het meet 447,1 ha (inclusief eilanden) en bestaat sinds 1960, toen de rivier de Pirita werd afgedamd.

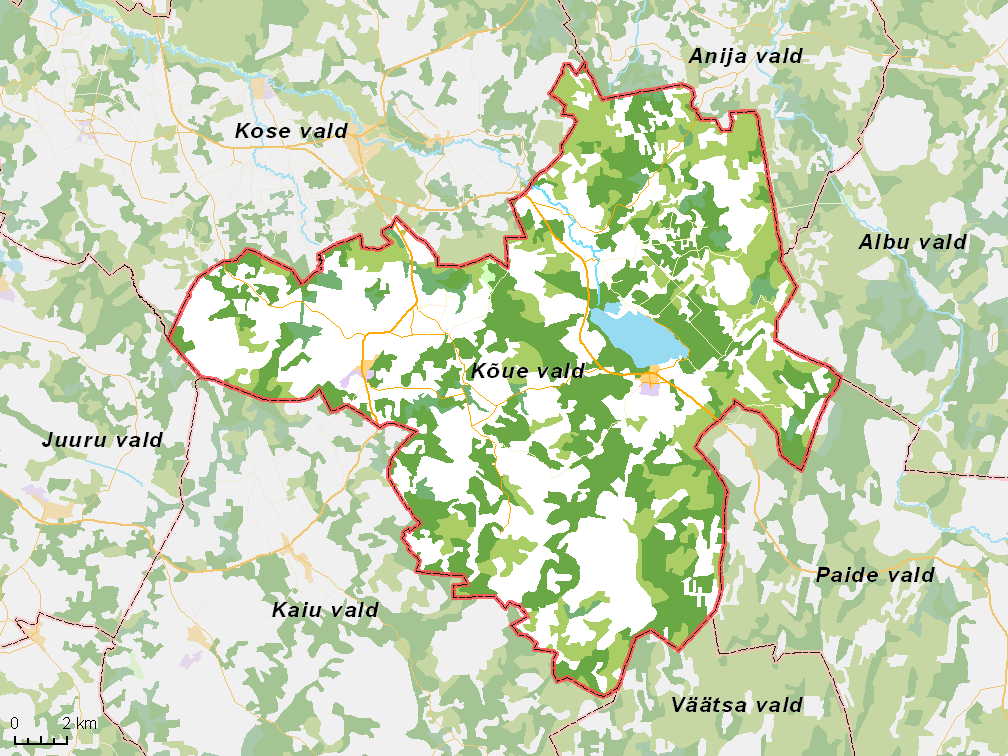
De gemeente met omliggende gemeenten, situatie begin 2013